# Meliesallee 7

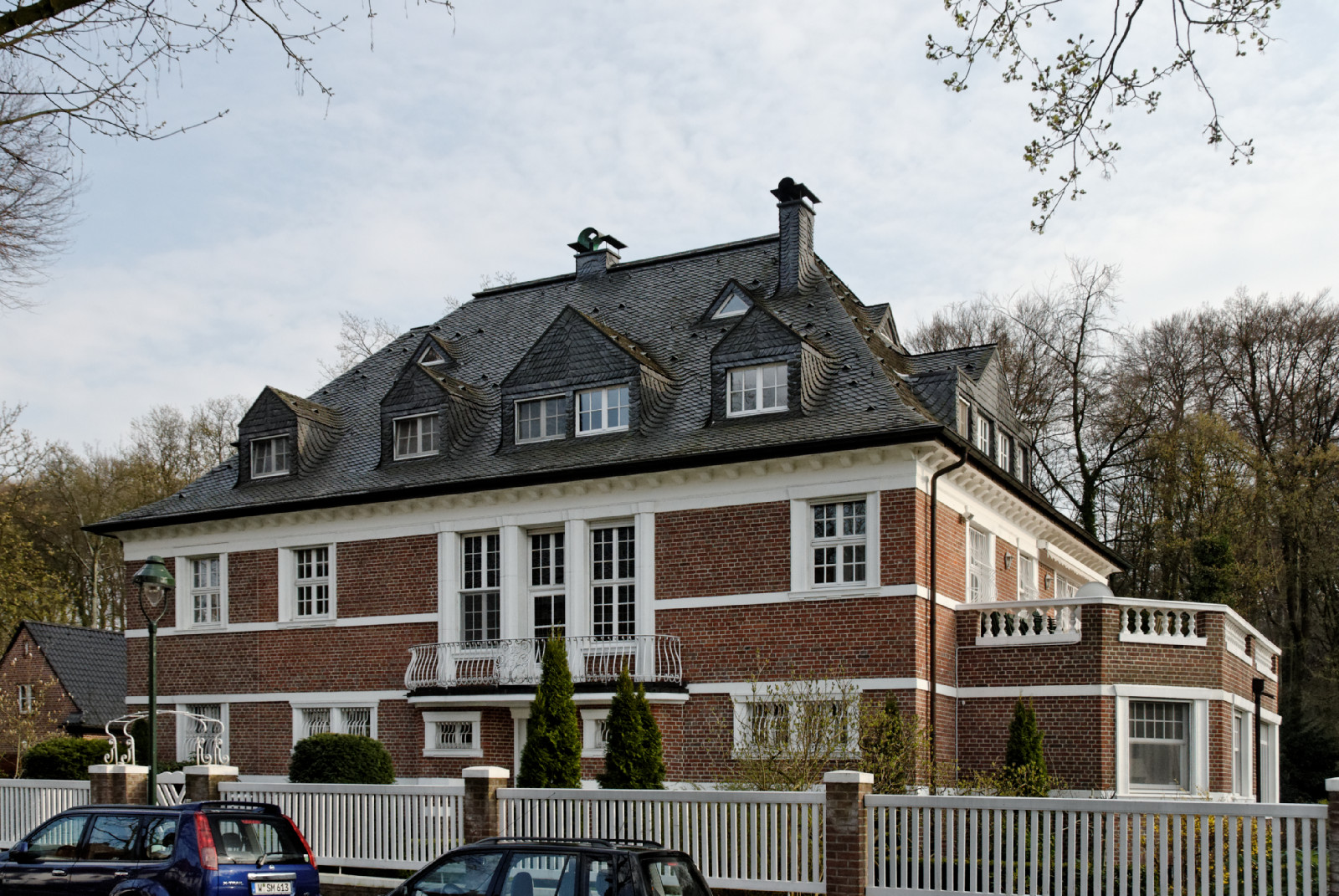
Wohnhaus Meliesallee 7

Das Haus Meliesallee 7 in Düsseldorf-Benrath wurde 1922 nach Entwürfen des Architekten Willy Krüger erbaut. Stilistisch ist das Gebäude mit dem Haus Hannemann verwandt, das als „englisches Landhaus mit Anklängen an den Palladianismus“ und als „typisches Beispiel für die fast ausschließlich konservative Moderne im Landhausbau jener Jahre“ gilt. Das Haus gilt ebenso als Beispiel für eine „dominierende Tendenz in jenen Jahren“. Stilistisch ist das Haus mit Theodor Merrills Häusern in Köln vergleichbar. Das Gebäude steht unter Denkmalschutz.